# STS-52
STS-52 var Columbias 13. rumfærge-mission.
Opsendt 22. oktober 1992 og vendte tilbage den 1. november 1992.

## Besætning
- James Wetherbee (kaptajn)
- Michael Baker (pilot)
- Charles Veach (1. missionsspecialist)
- William Shepherd (2. missionsspecialist)
- Tamara Jernigan (3. missionsspecialist)
- Steven MacLean (nyttelastspecialist)

## Missionen
- opsendelse
- cockpit

Hovedartikler: